# Летона (Арканзас)
Летона (англ. Letona, Arkansas) — город, расположенный в округе Уайт (штат Арканзас, США) с населением в 201 человек по статистическим данным переписи 2000 года.

## География
По данным Бюро переписи населения США Летона имеет общую площадь в 1,04 квадратных километров, водных ресурсов в черте населённого пункта не имеется.
Город Летона расположен на высоте 87 метров над уровнем моря.

## Демография
По данным переписи населения 2000 года в Летоне проживало 201 человек, 56 семей, насчитывалось 80 домашних хозяйств и 91 жилой дом. Средняя плотность населения составляла около 201 человек на один квадратный километр. Расовый состав Летоны по данным переписи распределился следующим образом: 96,02 % белых, 1,00 % — коренных американцев, 2,99 % — представителей смешанных рас.
Испаноговорящие составили 0,50 % от всех жителей города.
Из 80 домашних хозяйств в 30,0 % — воспитывали детей в возрасте до 18 лет, 61,3 % представляли собой совместно проживающие супружеские пары, в 6,3 % семей женщины проживали без мужей, 30,0 % не имели семей. 23,8 % от общего числа семей на момент переписи жили самостоятельно, при этом 16,3 % составили одинокие пожилые люди в возрасте 65 лет и старше. Средний размер домашнего хозяйства составил 2,51 человек, а средний размер семьи — 3,07 человек.
Население города по возрастному диапазону по данным переписи 2000 года распределилось следующим образом: 21,4 % — жители младше 18 лет, 10,0 % — между 18 и 24 годами, 23,4 % — от 25 до 44 лет, 23,9 % — от 45 до 64 лет и 21,4 % — в возрасте 65 лет и старше. Средний возраст жителей составил 43 года. На каждые 100 женщин в Летоне приходилось 84,4 мужчин, при этом на каждые сто женщин 18 лет и старше приходилось 90,4 мужчин также старше 18 лет.
Средний доход на одно домашнее хозяйство в городе составил 21 875 долларов США, а средний доход на одну семью — 27 500 долларов. При этом мужчины имели средний доход в 22 292 доллара США в год против 15 208 долларов среднегодового дохода у женщин. Доход на душу населения в городе составил 12 303 доллара в год. 11,1 % от всего числа семей в округе и 17,2 % от всей численности населения находилось на момент переписи населения за чертой бедности, при этом из них были моложе 18 лет и 8,9 % — в возрасте 65 лет и старше.